# Catocala deducta
Catocala deducta és una espècie de papallona nocturna de la subfamília Erebinae i la família Erebidae. Es troba a Rússia (Urals, Altai).
Les larves probablement s'alimenten d'espècies de Salix i Populus.